# 王憲 (北魏)
王 憲（おう けん、378年 - 466年）は、中国北魏の政治家。字は顕則。本貫は北海郡劇県。

## 経歴
前秦の河東郡太守の王休（王猛の子）の子として生まれた。幼くして孤児となり、伯父の王永に従って鄴に入った。苻丕が帝位につくと、王永は前秦の丞相となった。王永が慕容永のために殺害されたので、王憲は清河に逃れ、民家に潜伏した。皇始年間、北魏の道武帝が趙郡高邑県にやってくると、王憲は北魏に帰順した。道武帝は王憲に会うと、「これ王猛の孫なり」と言って厚く礼遇し、本州中正に任じ、選曹事・掌門下を兼ねさせた。太武帝が即位すると、廷尉卿を代行した。上谷郡太守に任ぜられ、中塁将軍の位を加えられ、高唐子の爵位を受けた。外都大官と中都大官を歴任した。劇県侯に進み、龍驤将軍の位を加えられた。并州刺史として出向し、安南将軍の位を加えられ、爵位は北海公に進んだ。平城に帰還すると、元老として重んじられた。466年、死去した。享年89。鎮南将軍・青州刺史の位を追贈された。諡は康といった。

## 子女
- 王崇（後嗣、早逝した）
- 王嶷（字は道長、鎮西将軍・秦州刺史、華山公、内都大官）

## 伝記資料
- 『魏書』巻33 列伝第21
- 『北史』巻24 列伝第12